# Vaylats
Vaylats est une commune française, située dans le sud du département du Lot en région Occitanie.
Elle est également dans le causse de Limogne, un des quatre causses du Quercy, dénudé et clairsemé de champs de lavande, de genévriers et de chênes truffiers.
Exposée à un climat océanique altéré, elle est drainée par la Lère, le ruisseau des Valses, le ruisseau de Poux Nègre, le ruisseau de Saint-Alby et par divers autres petits cours d'eau. Incluse dans le parc naturel régional des Causses du Quercy, qui a depuis 2017 le label de géoparc mondial Unesco, la commune possède un patrimoine naturel remarquable :  un espace protégé (la réserve naturelle nationale d'intérêt géologique du département du Lot) et trois zones naturelles d'intérêt écologique, faunistique et floristique.
Vaylats est une commune rurale qui compte 327 habitants en 2022, après avoir connu un pic de population de 989 habitants en 1861.  Elle fait partie de l'aire d'attraction de Cahors. Ses habitants sont appelés les Vaylatois ou  Vaylatoises.

## Géographie

### Localisation
Vaylats est située dans le sud-est du département du Lot.
Elle se trouve sur la route qui mène de Montauban à Figeac en passant par Caussade.

### Communes limitrophes
La commune est limitrophe de huit communes dont quatre dans le département de Tarn-et-Garonne.
Les communes limitrophes sont  Bach, Belmont-Sainte-Foi, Concots, Escamps, Lalbenque, Loze, Mouillac, Puylaroque et Saint-Projet.
|                    | Escamps                      |                                                                                  |
| Lalbenque          | Vaylats                      | Bach                                                                             |
| Belmont-Sainte-Foi | Puylaroque (Tarn-et-Garonne) | Saint-Projet (Tarn-et-Garonne) Loze (Tarn-et-Garonne) Mouillac (Tarn-et-Garonne) |

### Climat
Pour des articles plus généraux, voir Climat de l'Occitanie et Climat du Lot.
En 2010, le climat de la commune est de type climat océanique altéré, selon une étude s'appuyant sur une série de données couvrant la période 1971-2000. En 2020, Météo-France publie une typologie des climats de la France métropolitaine dans laquelle la commune est toujours exposée à un climat océanique altéré et est dans la région climatique Aquitaine, Gascogne, caractérisée par une pluviométrie abondante au printemps, modérée en automne, un faible ensoleillement au printemps, un été chaud (19,5 °C), des vents faibles, des brouillards fréquents en automne et en hiver et des orages fréquents en été (15 à 20 jours).
Pour la période 1971-2000, la température annuelle moyenne est de 12,1 °C, avec une amplitude thermique annuelle de 15,7 °C. Le cumul annuel moyen de précipitations est de 881 mm, avec 10,5 jours de précipitations en janvier et 6,1 jours en juillet. Pour la période 1991-2020, la température moyenne annuelle observée sur la station météorologique la plus proche, située sur la commune de Caylus à 15,22 km à vol d'oiseau, est de 0,0 °C et le cumul annuel moyen de précipitations est de 0,0 mm,. Pour l'avenir, les paramètres climatiques de la commune estimés pour 2050 selon différents scénarios d'émission de gaz à effet de serre sont consultables sur un site dédié publié par Météo-France en novembre 2022.

### Milieux naturels et biodiversité

#### Espaces protégés
La protection réglementaire est le mode d’intervention le plus fort pour préserver des espaces naturels remarquables et leur biodiversité associée,.
La commune fait partie du parc naturel régional des Causses du Quercy, un espace protégé créé en 1999 et d'une superficie de 183 039 ha, qui s'étend sur 102 communes du département du Lot. La cohérence du territoire du Parc s’est fondée sur l’unité géologique d’un même socle de massif karstique, entaillé de profondes vallées. Le périmètre repose sur une unité de paysages autour de la pierre et du bâti (souvent en pierre sèche), de l’empreinte des pelouses sèches et du pastoralisme et de l’omniprésence des patrimoines naturels et culturels,. Ce parc a été classé Géoparc en mai 2017 sous la dénomination « géoparc des causses du Quercy », faisant dès lors partie du réseau mondial des Géoparcs, soutenu par l’UNESCO,.
Un  autre espace protégé est présent sur la commune : 
la réserve naturelle nationale d'intérêt géologique du département du Lot, classée en 2015 et d'une superficie de 800 ha, composée de 59 sites d'intérêts géomorphologique, minéralogique, tectonique et paléontologique remarquables,.

#### Zones naturelles d'intérêt écologique, faunistique et floristique
L’inventaire des zones naturelles d'intérêt écologique, faunistique et floristique (ZNIEFF) a pour objectif de réaliser une couverture des zones les plus intéressantes sur le plan écologique, essentiellement dans la perspective d’améliorer la connaissance du patrimoine naturel national et de fournir aux différents décideurs un outil d’aide à la prise en compte de l’environnement dans l’aménagement du territoire.
Deux ZNIEFF de type 1 sont recensées sur la commune :
les « bois d´Aubrelong, vallée de la Lère morte et vallons annexes » (1 470 ha), couvrant 8 communes dont trois dans le Lot et cinq dans le Tarn-et-Garonne et 
le « plateau de Marcenac et de Saint-Hilaire » (670 ha), couvrant 3 communes du département
et une ZNIEFF de type 2, : 
le « causse de Caylus, vallée de Sietges et haute vallée de la Lère » (8 815 ha), couvrant 13 communes dont cinq dans le Lot et huit dans le Tarn-et-Garonne.

Cartes des ZNIEFF de type 1 et 2 à Vaylats.
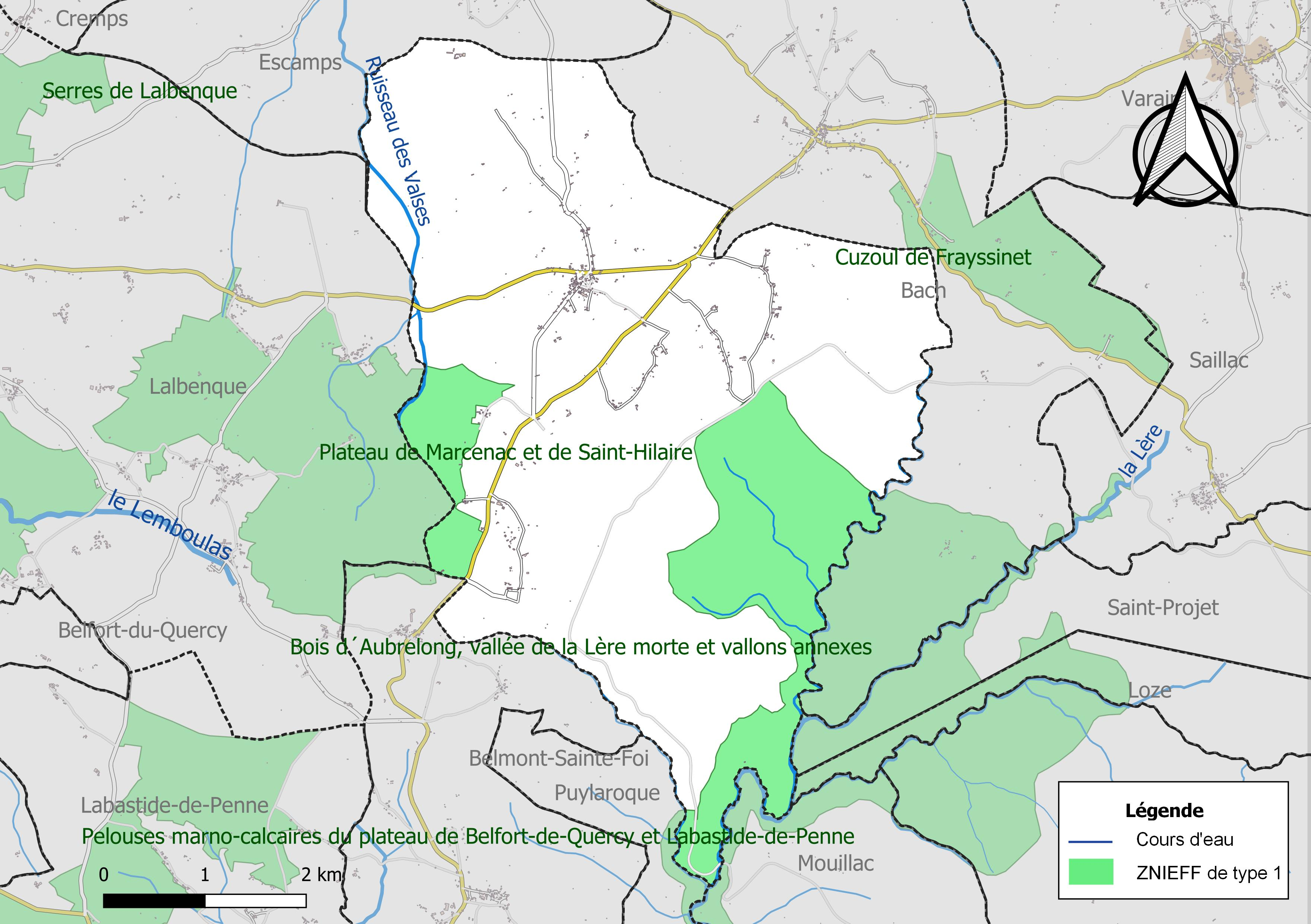
Carte des ZNIEFF de type 1 sur la commune.
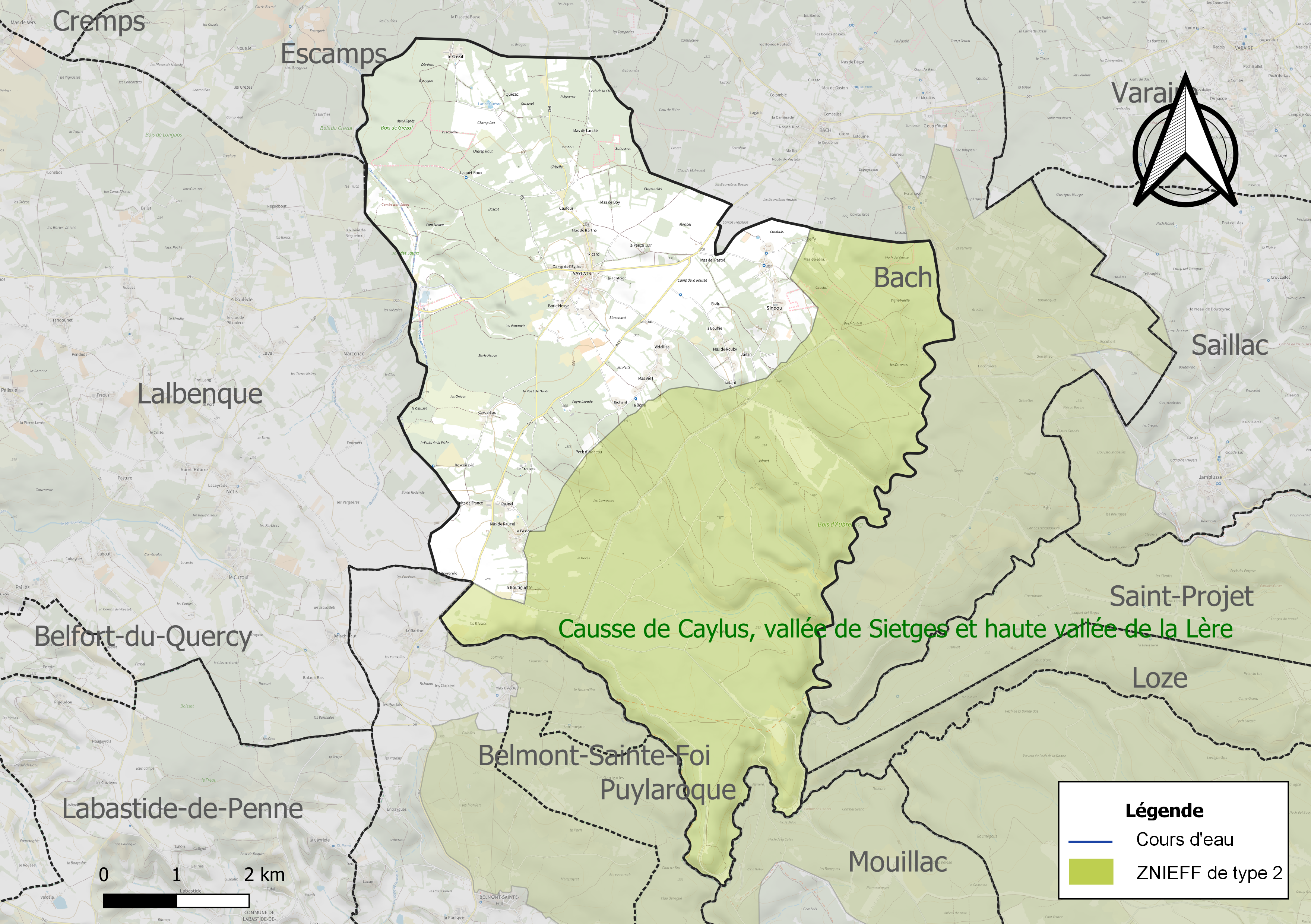
Carte de la ZNIEFF de type 2 sur la commune.

### Voies de communication et transports
La desserte de la commune est assurée par la ligne d'autocar 881 du réseau régional liO, permettant de rejoindre la gare de Cahors depuis Varaire.

## Urbanisme

### Typologie
Au 1er janvier 2024, Vaylats est catégorisée commune rurale à habitat très dispersé, selon la nouvelle grille communale de densité à sept niveaux définie par l'Insee en 2022.
Elle est située hors unité urbaine. Par ailleurs la commune fait partie de l'aire d'attraction de Cahors, dont elle est une commune de la couronne,. Cette aire, qui regroupe 78 communes, est catégorisée dans les aires de 50 000 à moins de 200 000 habitants,.

### Occupation des sols
L'occupation des sols de la commune, telle qu'elle ressort de la base de données européenne d’occupation biophysique des sols Corine Land Cover (CLC), est marquée par l'importance des forêts et milieux semi-naturels (72 % en 2018), une proportion identique à celle de 1990 (72 %). La répartition détaillée en 2018 est la suivante : 
forêts (66,1 %), prairies (22,1 %), zones agricoles hétérogènes (5,9 %), milieux à végétation arbustive et/ou herbacée (5,9 %). L'évolution de l’occupation des sols de la commune et de ses infrastructures peut être observée sur les différentes représentations cartographiques du territoire : la carte de Cassini (XVIIIe siècle), la carte d'état-major (1820-1866) et les cartes ou photos aériennes de l'IGN pour la période actuelle (1950 à aujourd'hui).

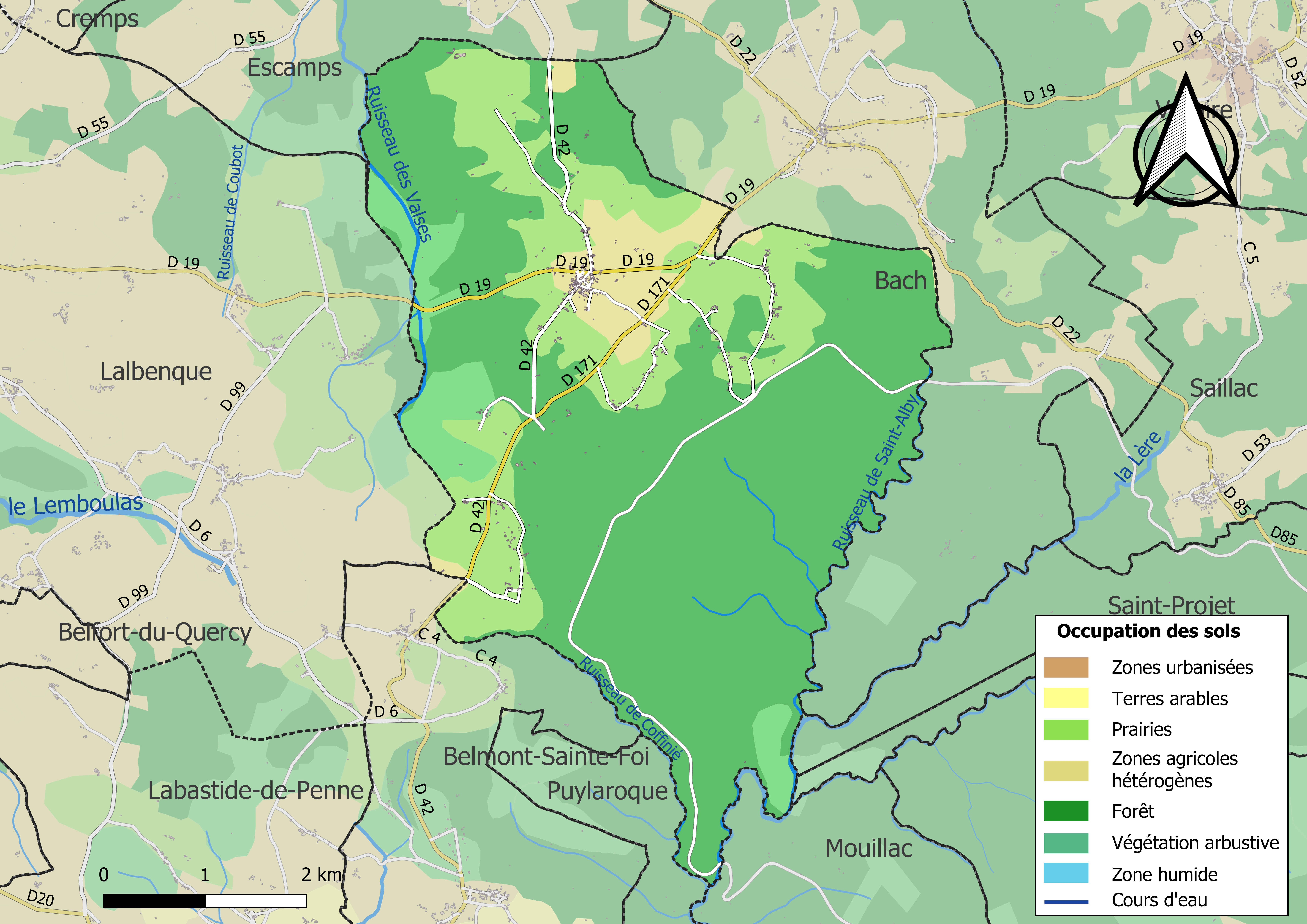
Carte des infrastructures et de l'occupation des sols de la commune en 2018 (CLC).

### Risques majeurs
Le territoire de la commune de Vaylats est vulnérable à différents aléas naturels : météorologiques (tempête, orage, neige, grand froid, canicule ou sécheresse), inondations, feux de forêts, mouvements de terrains et séisme (sismicité très faible). Un site publié par le BRGM permet d'évaluer simplement et rapidement les risques d'un bien localisé soit par son adresse soit par le numéro de sa parcelle.
Certaines parties du territoire communal sont susceptibles d’être affectées par le risque d’inondation par débordement de cours d'eau, notamment la Lère et le ruisseau des Valses. La cartographie des zones inondables en ex-Midi-Pyrénées réalisée dans le cadre du XIe Contrat de plan État-région, visant à informer les citoyens et les décideurs sur le risque d’inondation, est accessible sur le site de la DREAL Occitanie. La commune a été reconnue en état de catastrophe naturelle au titre des dommages causés par les inondations et coulées de boue survenues en 1982 et 1999,.
Vaylats est exposée au risque de feu de forêt. Un plan départemental de protection des forêts contre les incendies a été approuvé par arrêté préfectoral le 30 novembre 2015 pour la période 2015-2025. Les propriétaires doivent ainsi couper les broussailles, les arbustes et les branches basses sur une profondeur de 50 mètres, aux abords des constructions, chantiers, travaux et installations de toute nature, situées à moins de 200 mètres de terrains en nature
de bois, forêts, plantations, reboisements, landes ou friches. Le brûlage des déchets issus de l’entretien des parcs et jardins des ménages et des collectivités est interdit. L’écobuage est également interdit, ainsi que les feux de type méchouis et barbecues, à l’exception de ceux prévus dans des installations fixes (non situées sous couvert d'arbres) constituant une dépendance d'habitation.

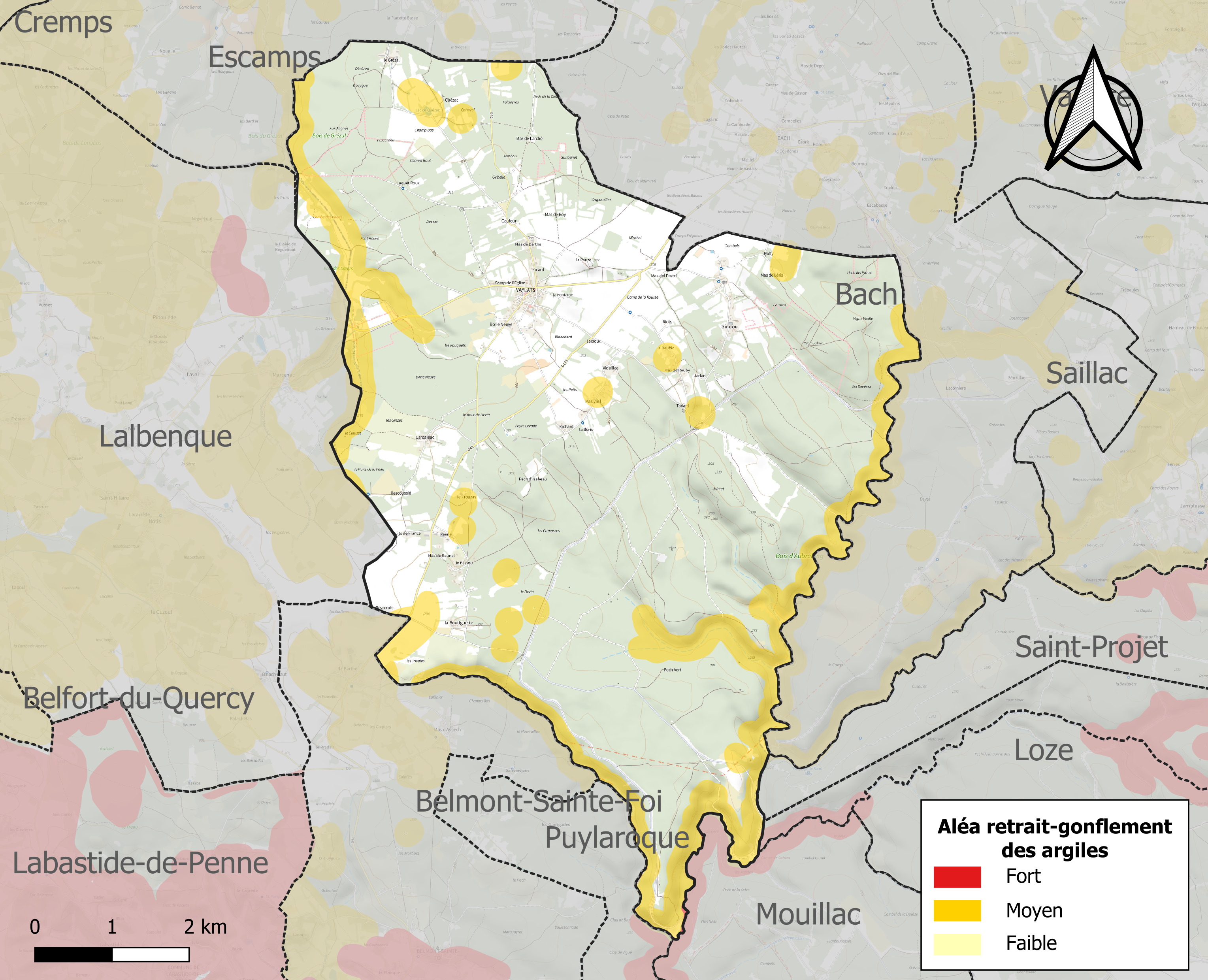
Carte des zones d'aléa retrait-gonflement des sols argileux de Vaylats.

Les mouvements de terrains susceptibles de se produire sur la commune sont des affaissements et effondrements liés aux cavités souterraines (hors mines), des éboulements, chutes de pierres et de blocs et des tassements différentiels. Par ailleurs, afin de mieux appréhender le risque d’affaissement de terrain, l'inventaire national des cavités souterraines permet de localiser celles situées sur la commune.
Le retrait-gonflement des sols argileux est susceptible d'engendrer des dommages importants aux bâtiments en cas d’alternance de périodes de sécheresse et de pluie. 16,2 % de la superficie communale est en aléa moyen ou fort (67,7 % au niveau départemental et 48,5 % au niveau national). Sur les 195 bâtiments dénombrés sur la commune en 2019, 17 sont en aléa moyen ou fort, soit 9 %, à comparer aux 72 % au niveau départemental et 54 % au niveau national. Une cartographie de l'exposition du territoire national au retrait gonflement des sols argileux est disponible sur le site du BRGM,.
Par ailleurs, afin de mieux appréhender le risque d’affaissement de terrain, l'inventaire national des cavités souterraines permet de localiser celles situées sur la commune.
Concernant les mouvements de terrains, la commune a été reconnue en état de catastrophe naturelle au titre des dommages causés par des mouvements de terrain en 1999.

## Toponymie
Le toponyme Vaylats, en occitan Vailats ou Valhats, est une variante de valat issu du latin vallum (?) qui désigne un ouvrage défensif avec un pluriel collectif.

## Histoire
L'activité humaine sur le site remonte à deux ou trois siècles av. J.-C. comme l'attestent des restes gallo-romains. On a retrouvé les traces d'un oppidum, qui a pendant un temps été un candidat au titre d'Uxellodunum, le dernier bastion gaulois à résister contre César. La guerre de Cent Ans au XIVe siècle et les guerres de religion au XVIe siècle ont ruiné ces régions agricoles.
Aucun seigneur ne porte le nom de Vaylats ; toutefois dans l'histoire de Lacoste, on trouve au XIIIe siècle le nom de Guilhem de Vaylats. La paroisse de Vaylats est une annexe du prieuré de Bach à la Révolution française. La famille de Godaille possède une partie des terres ; la seigneurie était, semble-t-il, la dot de sa femme. À la veille de la Révolution, son descendant, le marquis de Cieurac, habite Montauban dont il devient le maire, mais il est arrêté en 1790 et mis en prison par le parti révolutionnaire. Il est envoyé à Paris avec un convoi de prisonniers ; jugé coupable, il est envoyé à l'échafaud. Ses biens confisqués seront vendus comme biens nationaux.
Jusqu'à la fin de la Seconde Guerre mondiale, il y avait quatre foires à Vaylats : en février, en mars (fiero de lo cebo), la veille de la fête du village qui a lieu le premier dimanche d'août (foire des vignerons), et une quatrième (date non déterminée).
Le bureau de poste n'existe plus depuis quelques années, le village dépendant désormais de la poste de Lalbenque. L'église est dirigée par un prêtre, qui est aussi l'aumônier des religieuses qui se trouvent au couvent. L‘école a été fermée il y a une dizaine d'années.
La population a beaucoup changé au cours des siècles. On peut noter les chiffres, 900 habitants à la fin du XIXe siècle contre un peu moins de 250 au recensement de 2005.

## Politique et administration
| Période | Période  | Identité          | Étiquette   | Qualité                                            |
| ------- | -------- | ----------------- | ----------- | -------------------------------------------------- |
| 1802    | 1813     | Antoine Pigneres  |             |                                                    |
| 1814    | 1845     | Joachim Bru       |             |                                                    |
| 1846    | 1847     | Baptiste Cavaille |             |                                                    |
| 1847    | 1855     | Louis Miquel      |             |                                                    |
| 1855    | 1870     | Jacques Bru       |             |                                                    |
| 1870    | 1871     | Louis Vidaillac   |             |                                                    |
| 1871    | 1874     | Jacques Bru       |             |                                                    |
| 1874    | 1876     | Louis Vidaillac   |             |                                                    |
| 1877    | 1878     | Jean Leris        |             |                                                    |
| 1878    | 1882     | Paul Pigneres     |             |                                                    |
| 1883    | 1892     | Jean Leris        |             |                                                    |
| 1892    | 1896     | Joachim Bru       | Républicain | Conseiller d'arrondissement du canton de Lalbenque |
| 1896    | 1902     | Louis Bru         |             |                                                    |
| 1977    | 2008     | Maurice Bru       | SE          | Agriculteur                                        |
| 2008    | 2014     | Brigitte Rouelle  | SE          | Agent du service public                            |
| 2014    | en cours | Bertrand Gouraud  | SE          | Agriculteur                                        |

## Démographie
L'évolution du nombre d'habitants est connue à travers les recensements de la population effectués dans la commune depuis 1793. Pour les communes de moins de 10 000 habitants, une enquête de recensement portant sur toute la population est réalisée tous les cinq ans, les populations de référence des années intermédiaires étant quant à elles estimées par interpolation ou extrapolation. Pour la commune, le premier recensement exhaustif entrant dans le cadre du nouveau dispositif a été réalisé en 2005.

En 2022, la commune comptait 327 habitants, en évolution de +2,83 % par rapport à 2016 (Lot : +1,31 %, France hors Mayotte : +2,11 %).
| 1793 | 1800 | 1806 | 1821 | 1831 | 1836 | 1841 | 1846 | 1851 |
| ---- | ---- | ---- | ---- | ---- | ---- | ---- | ---- | ---- |
| 662  | 673  | 699  | 726  | 722  | 799  | 787  | 805  | 891  |

| 1856 | 1861 | 1866 | 1872 | 1876 | 1881 | 1886 | 1891 | 1896 |
| ---- | ---- | ---- | ---- | ---- | ---- | ---- | ---- | ---- |
| 974  | 989  | 954  | 906  | 942  | 908  | 862  | 820  | 808  |

| 1901 | 1906 | 1911 | 1921 | 1926 | 1931 | 1936 | 1946 | 1954 |
| ---- | ---- | ---- | ---- | ---- | ---- | ---- | ---- | ---- |
| 716  | 613  | 576  | 519  | 521  | 431  | 392  | 339  | 297  |

| 1962 | 1968 | 1975 | 1982 | 1990 | 1999 | 2005 | 2006 | 2010 |
| ---- | ---- | ---- | ---- | ---- | ---- | ---- | ---- | ---- |
| 298  | 267  | 213  | 226  | 196  | 251  | 246  | 249  | 270  |

| 2015 | 2020 | 2022 | - | - | - | - | - | - |
| ---- | ---- | ---- | - | - | - | - | - | - |
| 312  | 328  | 327  | - | - | - | - | - | - |

## Économie

### Revenus
En 2018, la commune compte 122 ménages fiscaux, regroupant 271 personnes. La médiane du revenu disponible par unité de consommation est de 20 210 € (20 740 € dans le département).

### Emploi
|                | 2008  | 2013  | 2018  |
| -------------- | ----- | ----- | ----- |
| Commune        | 6,2 % | 10 %  | 8,1 % |
| Département    | 7,3 % | 8,9 % | 9,6 % |
| France entière | 8,3 % | 10 %  | 10 %  |

En 2018, la population âgée de 15 à 64 ans s'élève à 164 personnes, parmi lesquelles on compte 72,7 % d'actifs (64,5 % ayant un emploi et 8,1 % de chômeurs) et 27,3 % d'inactifs,. Depuis 2008, le taux de chômage communal (au sens du recensement) des 15-64 ans est inférieur à celui de la France et du département.
La commune fait partie de la couronne de l'aire d'attraction de Cahors, du fait qu'au moins 15 % des actifs travaillent dans le pôle,. Elle compte 40 emplois en 2018, contre 45 en 2013 et 44 en 2008. Le nombre d'actifs ayant un emploi résidant dans la commune est de 106, soit un indicateur de concentration d'emploi de 37,7 % et un taux d'activité parmi les 15 ans ou plus de 43,6 %.
Sur ces 106 actifs de 15 ans ou plus ayant un emploi, 24 travaillent dans la commune, soit 23 % des habitants. Pour se rendre au travail, 81,1 % des habitants utilisent un véhicule personnel ou de fonction à quatre roues, 2,7 % les transports en commun, 6,3 % s'y rendent en deux-roues, à vélo ou à pied et 9,9 % n'ont pas besoin de transport (travail au domicile).

### Activités hors agriculture
21 établissements sont implantés  à Vaylats au 31 décembre 2019.
Le secteur de la construction est prépondérant sur la commune puisqu'il représente 33,3 % du nombre total d'établissements de la commune (7 sur les 21 entreprises implantées  à Vaylats), contre 13,9 % au niveau départemental.

### Agriculture
La commune est dans les Causses », une petite région agricole occupant une grande partie centrale du département du Lot. En 2020, l'orientation technico-économique de l'agriculture  sur la commune est la combinaisons de granivores (porcins, volailles).
|               | 1988 | 2000 | 2010 | 2020 |
| ------------- | ---- | ---- | ---- | ---- |
| Exploitations | 28   | 16   | 9    | 11   |
| SAU (ha)      | 463  | 570  | 572  | 754  |

Le nombre d'exploitations agricoles en activité et ayant leur siège dans la commune est passé de 28 lors du recensement agricole de 1988  à 16 en 2000 puis à 9 en 2010 et enfin à 11 en 2020, soit une baisse de 61 % en 32 ans. Le même mouvement est observé à l'échelle du département qui a perdu pendant cette période 60 % de ses exploitations,. La surface agricole utilisée sur la commune a quant à elle augmenté, passant de 463 ha en 1988 à 754 ha en 2020. Parallèlement la surface agricole utilisée moyenne par exploitation a augmenté, passant de 17 à 69 ha.

## Culture locale et patrimoine

### Lieux et monuments
- Le couvent actuel de Vaylats a été construit au début du XIXe siècle sur des terres vendues par un descendant de la famille de Godaille à un prêtre, Jean Lausiu - né en 1785 dans une famille de Vaylats. Il fonde une communauté qui devint une école en 1820.
- Chapelle du couvent de Vaylats.
- L'église Saint-Pierre-aux-Liens de Vaylats actuelle a été construite à l'emplacement d'une église qui datait sans doute du XVIe siècle, elle était devenue trop petite pour la population du village.

## Vie locale

### Manifestations et association
- comité des fêtes (fêtes votive le premier week-end d'août), (feu de Saint-Jean au lac de Quezac)
- club des ainées (le trait d'union Bach-Vaylats-Escamps)
- société de chasse
- Association des Jeunes de Vaylats (AJV)
- la passerelle de Vaylats

## Le pèlerinage de Compostelle
Sur la via Podiensis du pèlerinage de Saint-Jacques-de-Compostelle.
On vient de Bach, la prochaine commune est Escamps.

#### Site de l'Insee
1. ↑  « La grille communale de densité », sur le site de l'Insee, 28 mai 2024 (consulté le 28 juin 2024).
2. 1 2  Insee, « Métadonnées de la commune de Vaylats ».
3. ↑  « Liste des communes composant l'aire d'attraction de Cahors », sur le site de l'Insee (consulté le 28 juin 2024).
4. ↑  Marie-Pierre de Bellefon, Pascal Eusebio, Jocelyn Forest, Olivier Pégaz-Blanc et Raymond Warnod (Insee), « En France, neuf personnes sur dix vivent dans l’aire d’attraction d’une ville », sur le site de l'Insee, 21 octobre 2020 (consulté le 28 juin 2024).
5. ↑  « REV T1 - Ménages fiscaux de l'année 2018 à Vaylats » (consulté le 5 février 2022).
6. ↑  « REV T1 - Ménages fiscaux de l'année 2018 dans le Lot » (consulté le 5 février 2022).
7. 1 2  « Emp T1 - Population de 15 à 64 ans par type d'activité en 2018 à Vaylats » (consulté le 5 février 2022).
8. ↑  « Emp T1 - Population de 15 à 64 ans par type d'activité en 2018 dans le Lot » (consulté le 5 février 2022).
9. ↑  « Emp T1 - Population de 15 à 64 ans par type d'activité en 2018 dans la France entière » (consulté le 5 février 2022).
10. ↑  « Base des aires d'attraction des villes 2020 », sur site de l'Insee (consulté le 10 avril 2021).
11. ↑  « Emp T5 - Emploi et activité en 2018 à Vaylats » (consulté le 5 février 2022).
12. ↑  « ACT T4 - Lieu de travail des actifs de 15 ans ou plus ayant un emploi qui résident dans la commune en 2018 » (consulté le 5 février 2022).
13. ↑  « ACT G2 - Part des moyens de transport utilisés pour se rendre au travail en 2018 » (consulté le 5 février 2022).
14. ↑  « DEN T5 - Nombre d'établissements par secteur d'activité au 31 décembre 2019 à Vaylats » (consulté le 15 février 2022).
15. ↑  « DEN T5 - Nombre d'établissements par secteur d'activité au 31 décembre 2019 dans le Lot » (consulté le 15 février 2022).

#### Autres sources
1. ↑  Carte IGN sous Géoportail
2. 1 2  Daniel Joly, Thierry Brossard, Hervé Cardot, Jean Cavailhes, Mohamed Hilal et Pierre Wavresky, « Les types de climats en France, une construction spatiale », Cybergéo, revue européenne de géographie - European Journal of Geography, no 501,‎ 18 juin 2010 (DOI 10.4000/cybergeo.23155, lire en ligne, consulté le 14 novembre 2023)
3. ↑  « Zonages climatiques en France métropolitaine. », sur pluiesextremes.meteo.fr (consulté le 14 novembre 2023).
4. ↑  « Orthodromie entre Vaylats et Deauville », sur fr.distance.to (consulté le 14 novembre 2023).
5. ↑  « Station Météo-France « Deauville » (commune de Caylus) - fiche climatologique - période 1991-2020 », sur donneespubliques.meteofrance.fr (consulté le 14 novembre 2023).
6. ↑  « Station Météo-France « Deauville » (commune de Caylus) - fiche de métadonnées. », sur donneespubliques.meteofrance.fr (consulté le 14 novembre 2023).
7. ↑  « Climadiag Commune : diagnostiquez les enjeux climatiques de votre collectivité. », sur meteofrance.fr, novembre 2022 (consulté le 14 novembre 2023).
8. ↑  « Les espaces protégés. », sur le site de l'INPN (consulté le 10 mai 2022).
9. ↑  « Liste des espaces protégés sur la commune », sur le site de l'inventaire national du patrimoine naturel (consulté le 2 septembre 2021).
10. ↑  « Le parc naturel régional des Causses du Quercy – charte 2012-2024 »(Archive.org • Wikiwix • Archive.is • Google • Que faire ?), sur parc-causses-du-quercy.fr (consulté le 8 mai 2021).
11. ↑  [PDF]« Le parc naturel régional des Causses du Quercy – charte 2012-2024 - le rapport »(Archive.org • Wikiwix • Archive.is • Google • Que faire ?), sur parc-causses-du-quercy.fr (consulté le 8 mai 2021).
12. ↑  « - fiche descriptive », sur le site de l'inventaire national du patrimoine naturel (consulté le 1er septembre 2021).
13. ↑  « le géoparc des Causses du Quercy »(Archive.org • Wikiwix • Archive.is • Google • Que faire ?), sur le site des Géoparks de l'Unesco (consulté le 26 août 2021).
14. ↑  « Géoparc des Causses du Quercy - fiche descriptive », sur le site de l'inventaire national du patrimoine naturel (consulté le 1er septembre 2021).
15. ↑  « Réserve naturelle d'intérêt géologique du département du Lot. », sur reserves-naturelles.org (consulté le 26 août 2021).
16. ↑  « la réserve naturelle nationale d'intérêt géologique du département du Lot - fiche descriptive », sur le site de l'inventaire national du patrimoine naturel (consulté le 2 septembre 2021).
17. 1 2  « Liste des ZNIEFF de la commune de Vaylats », sur le site de l'Inventaire national du patrimoine naturel (consulté le 2 septembre 2021).
18. ↑  « ZNIEFF les « bois d´Aubrelong, vallée de la Lère morte et vallons annexes » - fiche descriptive », sur le site de l'inventaire national du patrimoine naturel (consulté le 2 septembre 2021).
19. ↑  « ZNIEFF le « plateau de Marcenac et de Saint-Hilaire » - fiche descriptive », sur le site de l'inventaire national du patrimoine naturel (consulté le 2 septembre 2021).
20. ↑  « ZNIEFF le « causse de Caylus, vallée de Sietges et haute vallée de la Lère » - fiche descriptive », sur le site de l'inventaire national du patrimoine naturel (consulté le 2 septembre 2021).
21. ↑  Fiche horaires de la ligne 881 du réseau liO.
22. ↑  « CORINE Land Cover (CLC) - Répartition des superficies en 15 postes d'occupation des sols (métropole). », sur le site des données et études statistiques du ministère de la Transition écologique. (consulté le 14 avril 2021).
23. 1 2 3  « Les risques près de chez moi - commune de Vaylats », sur Géorisques (consulté le 17 octobre 2022).
24. ↑  BRGM, « Évaluez simplement et rapidement les risques de votre bien », sur Géorisques (consulté le 13 septembre 2022).
25. ↑  DREAL Occitanie, « CIZI », sur occitanie.developpement-durable.gouv.fr (consulté le 13 septembre 2022).
26. ↑  « Dossier départemental des risques majeurs dans le Lot »(Archive.org • Wikiwix • Archive.is • Google • Que faire ?), sur lot.gouv.fr (consulté le 13 septembre 2022), partie 1 -  chapitre Risque inondation.
27. ↑  « Dossier départemental des risques majeurs dans le Lot »(Archive.org • Wikiwix • Archive.is • Google • Que faire ?), sur lot.gouv.fr (consulté le 13 septembre 2022).
28. ↑  « Dossier départemental des risques majeurs dans le Lot »(Archive.org • Wikiwix • Archive.is • Google • Que faire ?), sur lot.gouv.fr (consulté le 13 septembre 2022), chapitre Mouvements de terrain.
29. 1 2  « Liste des cavités souterraines localisées sur la commune de Vaylats », sur georisques.gouv.fr (consulté le 13 septembre 2022).
30. ↑  « Retrait-gonflement des argiles », sur le site de l'observatoire national des risques naturels (consulté le 13 septembre 2022).
31. ↑  Gaston Bazalgues, À la découverte des noms de lieux du Quercy : Toponymie lotoise, Gourdon, Éditions de la Bouriane et du Quercy, juin 2002, 127 p. (ISBN 2-910540-16-2), p. 125.
32. ↑  « Les maires de Vaylats », sur Site francegenweb, 19 février 2011 (consulté le 15 janvier 2019).
33. ↑  L'organisation du recensement, sur insee.fr.
34. ↑  Calendrier départemental des recensements, sur insee.fr.
35. ↑  Des villages de Cassini aux communes d'aujourd'hui sur le site de l'École des hautes études en sciences sociales.
36. ↑  Fiches Insee - Populations de référence de la commune pour les années 2006, 2007, 2008, 2009, 2010, 2011, 2012, 2013, 2014, 2015, 2016, 2017, 2018, 2019, 2020, 2021 et 2022.
37. ↑  « Les régions agricoles (RA), petites régions agricoles(PRA) - Année de référence : 2017 », sur agreste.agriculture.gouv.fr (consulté le 15 février 2022).
38. ↑  Présentation des premiers résultats du recensement agricole 2020, Ministère de l’agriculture et de l’alimentation, 10 décembre 2021
39. 1 2  « Fiche de recensement agricole - Exploitations ayant leur siège dans la commune de Vaylats - Données générales », sur recensement-agricole.agriculture.gouv.fr (consulté le 15 février 2022).
40. ↑  « Fiche de recensement agricole - Exploitations ayant leur siège dans le département du Lot » (consulté le 15 février 2022).